# Sutvid
Planina Sutvid je u sastavu planinskog masiva Biokovo i to jugoistočno od planine Biokovo. U njenom jugozapadnom (primorskom) podnožju smjestila su se naselja Drašnice, Igrane i Živogošće.
Najviši vrh Sutvida je istoimeni vrh Sutvid koji se ponekad naziva i Velika Kapela (1155 m).

## Etimologija
Svetačko podrijetlo imena, od imena sveti Vid, jednake tvorbe kao Sutivan (sv. Ivan), Sutomišćica (sv. Mihovil), Sutulija (sv. Ilija). Sveti Vid je u ranom slavenskom kršćanstvu bio zamjena staroslavenskog boga Svetovida čije se ime pojavljuje u slavenskoj mitologiji u različitim oblicima (Suvid, Svantevid, Svantovid, Sventovid, Zvantevith), a njegovo ime se često povezuje s planinskim vrhovima.